# Бромоксинил
Бромоксинил представляет собой химическое соединение из группы бензонитрилов и органических соединений брома. Он особенно эффективен в борьбе с сорняками зерновых, кукурузы, сорго, лука, льна, мяты, дернины и не возделываемых культур.

## История
Бромоксинил впервые был зарегистрирован в 1965 году, в США в качестве гербицида. С 1972 году были введены нормы предельно допустимого содержания для мясных продуктов, а в 1980 году для фруктов и овощей. Бромоксинил также производится в виде сложных эфиров бутановой, октаноатоновой и гептановой кислот, однако эфир бутановой кислоты был снят с производства в 1989 году из-за опасений касательно его вреда для здоровья.

## Получение
Бромоксинил можно получить в результате бромирования 4-гидроксибензальдегида и последующей реакции с гидроксиламином.

## Характеристики
Бромоксинил представляет собой твёрдое вещество, плохо растворимое в воде. Сложные эфиры бромоксинила с октановой и гептановой кислотами — это коричневые твёрдые кристаллические вещества с температурой плавления около 44 °C.
Сложные эфиры бромоксинила практически не растворимы в воде. Бромоксинилоктаноат растворим в ацетоне и этаноле (10 г/100 мл), бензоле и ксилоле (70 г/100 мл), хлороформе и дихлорметане (80 г/100 мл), а также в циклогексаноне (55 г/100 мл). Бромоксинилгептаноат растворим в октаноле-1 (33,8 г/100 мл), метаноле (52,4 г/100 мл), гексане (77,5 г/100 мл), дихлорметане (111,1 г/100 мл), ацетоне (106,4 г/100 мл) и этилацетате (102,7 г/100 мл). Сложные эфиры октановой и пентановой кислот легко подвергаются гидролизу до бромоксинила и кислоты в щелочных условиях.

## Использование

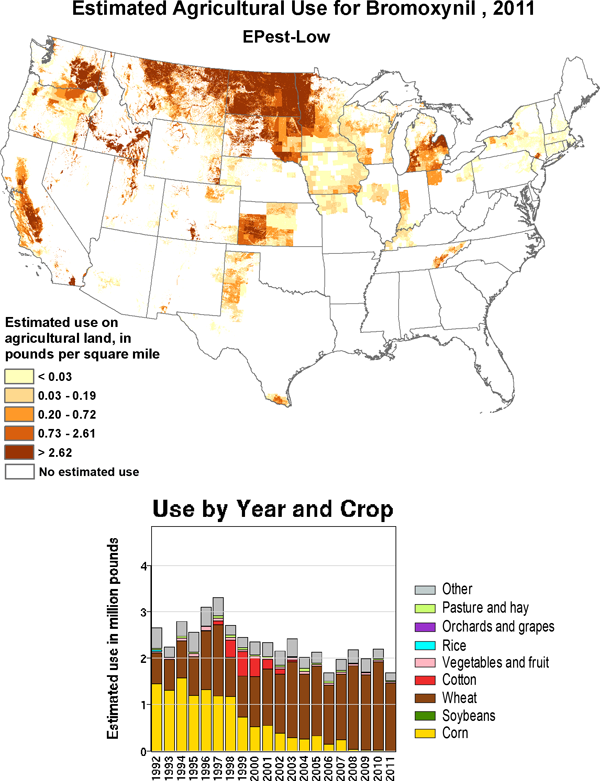
Использование бромоксинила в США на 2011 год

Бромоксинил используется в качестве активного ингредиента пестицидов. Этот селективный гербицид распрыскивается на листья различных трав и широколиственных сорняков (широко применяется послевсходово на культурах зерновых и кукурузы). Действие вещества основано на ингибировании фотосинтетического переноса электронов на уровне фотосистемы II (реакцию Хилла), кроме того он влияет на окислительное фосфорилирование в митохондриях, тем самым подавляя выработку энергии и дыхание. Некоторые растения обладают устойчивостью к этому гербициду, расщепляя его ферментом бромоксинилнитрилазой.
Во многих государствах ЕС, таких как Германия, Австрия, и Швейцария бромоксинил разрешён к использованию и входит в состав различных гербицидов в комбинации с другими активными ингредиентами, такими как тербутилазин, просульфурон, изопротурон, иоксинил и флуроксипир.
В Соединенных Штатах бромоксинил относится к классу пестицидов ограниченного использования, классу токсичности II (умеренно токсичен) и не доступен для частного использования.

## Указания по технике безопасности
В плане токсичности бромоксинил похож на родственный ему иоксинил: он умеренно токсичен для млекопитающих, но сильно токсичен для рыб. Летальная доза для млекопитающих составляет от 60 до 600 миллиграммов перорального на килограмм веса тела; у крыс и кроликов наблюдались тератогенные эффекты при дозе свыше 30 миллиграммов на килограмм. Хроническое воздействие в течение более чем одного года у людей вызвало такие симптомы как потеря веса, лихорадка, рвота, головная боль, а в одном случае задокументированном случае — проблемы с мочеиспусканием.
В районе Великих равнин Канады бромоксинил широко используется для опрыскивания зерновых культур. Средние содержание этого вещества в питьевой воде составляет 1 нанограмм на литр, но в одном случае концентрация достигала 384 нанограмм на литр. Было обнаружено, что после процедур очистки воды содержание бромоксинила снижалось сильнее по сравнению с некоторыми другими пестицидами.

## Деградация
Бромоксинил легко разлагается в почве с периодом полураспада около двух недель. Его стабильность увеличивается в почвах с повышенным уровнем глины или органического вещества, что говорит о снижении биодоступности этого вещества для микроорганизмов. В аэробных условиях в почвах или чистых культур, продукты деградации бромоксинил часто сохранят атомы брома. Было показано, что бромоксинил, также как и один из продуктов его распада (3,5-дибром-4-гидроксибензойная кислота) подвергаются метаболическому восстановительному дегалогенированию микроорганизмом Desulfitobacterium chlororespirans.